# Andreas Matthae
Andreas Matthae (né le 8 novembre 1968 à Bonn et décédé le 8 août 2004 à Berlin), est un homme politique allemand membre du parti social-démocrate SPD.

## Biographie
Né à Bonn le 8 novembre 1968, il déménagea avec sa famille à Berlin en 1972 où il obtint son Abitur (baccalauréat) en 1989. Il entreprit des études de biologie et de sociologie qu'il ne termina pas, commença à travailler comme employé en 1992, puis devint entrepreneur en 2001.
Sa carrière politique débuta en 1988 avec son entrée au SPD.  De 1992 à 1997, il fut président de section du SPD à Berlin-Kreuzberg.  Il devint président des sociaux-démocrates de la circonscription en 1997, puis vice-président sociaux-démocrates berlinois en 2000. Il devint secrétaire général au niveau de la ville de Berlin en 2004.
Critique de la gestion du maire de Berlin Klaus Wowereit, il était considéré comme un espoir pour l'aile gauche du parti.
Célibataire, il se donne la mort par pendaison dans la nuit du 7 au 8 août 2004. Il avait 35 ans. Les raisons de son acte ne sont pas bien connues.